# Ерзовская волость
Ерзовская во́лость — низшая административно-территориальная единица в составе Царицынского уезда Саратовской губернии, с 1919 года — Царицынской губернии РСФСР. Волостное правление — в слободе Пичуга. Население составляли преимущественно велико- и малороссы.
В настоящее время территория волости относится к городу Волгограду и Городищенскому району Волгоградской области.

## География
Волость располагалась в южной части Царицынского уезда. На юге волость граничила с городскими землями Царицына и Отрадинской волостью, на западе — с Областью Войска Донского, на севере — со станицей Пичужинской и землями Астраханского казачьего войска. На востоке граница волости пролегала по реке Волге.

## Состав
В 1894 году к Ерзовской волости относились сёла Пичуга (также Ерзовка), Рынок, Орловка и Городище, деревни Акатовка, Винновка и Спартанка, хутора Журковка, Белов, Уваровка, Белый Ключ, Страхов, Мечетный, Мешков и Грачи. В 1897 году волость состояла из 4 сельских обществ — Пичужинского, Рынковского, Орловского и Городищенского.

## Население
Динамика численности населения
| 1883 | 1894 | 1897 |
| ---- | ---- | ---- |
| 7465 | 9030 | 9179 |

## Инфраструктура
В конце XIX века крестьяне Ерзовкой волости занимались хлебопашеством и извозом (чумачеством), также рыболовством.